# Лимбо (оружие)
«Лимбо» (противолодочный бомбомёт Mark 10) — последний британский стреляющий по курсу противолодочный бомбомёт, первоначально разработанный во время Второй Мировой Войны. Представляет собой трехствольный миномет, развитие более ранних «Squid» и «Hedgehog», был разработан Учреждением подводного оружия Адмиралтейства в 1950-х годах. «Squid» заряжался вручную, что создавало трудности на качающейся палубе при сильном волнении; «Лимбо» же заряжался и стрелял автоматически, персонал при этом находился в укрытии. Он устанавливался на корме эскортных кораблей королевских ВМС на стабилизированной по дифференту и крену платформе с 1955 года до середины 1980-х годов. «Лимбо» были вооружены построенные для Австралии эсминцы типа «Дэринг», а также австралийские эскортные эсминцы типа «Ривер». «Лимбо» также широко применялся в ВМС Канады, находясь на вооружении всех эсминцев с конца 1950-х до начала 1970-х годов, в том числе «St. Laurent», «Restigouche», «Mackenzie», «Annapolis» и «Iroquois».
Дальность выстрела бомбомёта контролируется клапанами сжатого воздуха и составляет 400—900 м. Оружие было связано с гидроакустической системой корабля, выстрел производился по команде, когда цель была в зоне досягаемости. Снаряды выстреливались под такими углами, что они падали треугольником вокруг цели. «Лимбо» может стрелять в любом направлении вокруг корабля и обладает большой точностью. Оружие было использовано в 1982 году во время Фолклендской войны, и оставалось на службе в Королевском флоте и флотах Содружества до 1990-х годов, когда оно было заменено торпедой Mk 44. Уцелевший экземпляр экспонируется в Музее национального оружия в Госпорте, Гемпшир.

## Управление Mk 10 с помощью сонара
Стрельба из бомбомета Mk 10 управлялась с помощью гидролокатора типа 170 (а позднее 502) из диспетчерской гидролокатора, которая обычно находилась рядом с боевой рубкой.
Гидролокатор типа 170 обслуживался тремя операторами, которые поддерживали гидроакустический контакт с целью и эффективно отслеживали цель по азимуту, дальности и глубине. Работу операторов контролировал офицер гидролокатора (англ. SCO, Sonar Control Officer), который командовал диспетчерской.
Когда контакт классифицировался как вражеская подводная лодка, офицер гидролокатора после подтверждения командира из боевой рубки вручную производил выстрел. Стрельба выполнялась с помощью пистолетной рукоятки со спусковым крючком, установленной в диспетчерской сразу за операторами.

## Общие характеристики
- Общий вес системы: 35 тонн, включая 51 снаряд (17 залпов).